# Хека

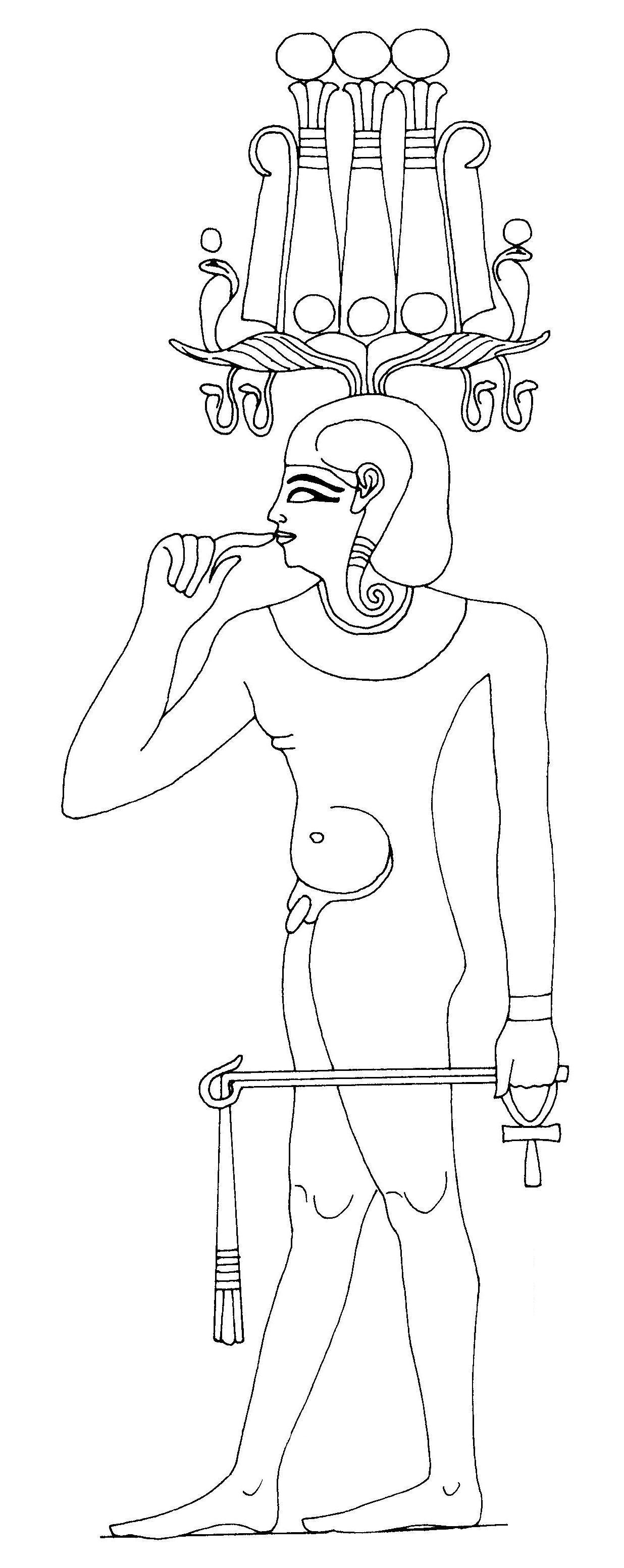
Хека в короні Хемхемет

Хека — у давньоєгипетській міфології вважався богом магії. Єгипетське слово «Хека» означає магія.

## Опис
У Текстах саркофагів (в заклинанні 261), говориться, що Хека існував «ще до настання подвійності». Термін «Хека» так само використовувався при вчиненні магічних ритуалів, а коптское слово «Хик» бере свій початок у давньоєгипетському говіркою.
Слово «Хека» в дослівному перекладі означає «посилення діяльності Ка». Єгиптяни вважали, що збільшення сили душі — це принцип, за яким працює магія. Слово «Хека» також має на увазі під собою велику силу і вплив, який практикуючий може надати на Ка богів. Хека взаємодіє з «Ху», принципом божественного вислови, і «Сіа», концепцією божественного всезнання, для створення основи допомогою якої можливо буде творити в двох світах (у світі мертвих і світі богів).
Бог Хека оживляють Ка, так само був відомий як син Атума, творця всього сущого, іноді його називали сином Хнума, того хто створив Ба. У Хека сина Хнума матір'ю була богиня Менх.
Його ім'я складається з двох ієрогліфів — закрученої лляної мотузки і пари рук піднятих до неба; ім'я також нагадує пару закручених одна навколо іншої змій у чиїхось руках. За легендами, Хека в битві здобув перемогу над двома зміями; також він зображувався у вигляді людини з двома зміями, що звиваються навколо нього. В давнину медицина і лікування вважалися своєрідною формою магії, тому цими видами діяльності в Єгипті займалися священослужителі бога Хека.
Стародавні єгиптяни вірили, що ожививши Ка за допомогою бога Хека, вони зможуть надати вплив на інших богів, з метою отримання захисту, зцілення і преображення. Здоров'я і цілісність буття були священні для Хека. У давньоєгипетській мові не існувало релігійних слів, бо земний і релігійний світи не мали істотних відмінностей; тому Хека в основному згадувався не в мирських, а в релігійних обрядах. У Стародавньому Єгипті кожна сторона життя, кожне слово, рослина, тварина і ритуал були взаємопов'язані з силою міццю і владою богів.
Первісна сила, якою були наділені боги-творці ототожнювалася з богом Хека, якого супроводжували магічні ритуали відомі як «Сешау», записані у священних текстах «Rw» (ер дабл-ю). Для лікування хворих, єгиптяни використовували лікарські рецепти «Пехрет», які зазвичай приносили полегшення. Ця магія використовувалася для проведення ритуалів у єгипетських храмах; жерці користувалися нею і в повсякденному житті. Ці магічні ритуали спільно з традиційною медициною сформувалися в комплекс заходів, спрямованих на зцілення не тільки тіла, а й душі. Магія також використовувалася для захисту від злих божеств, привидів, демонів і чаклунів, які як вважали єгиптяни, були причиною хвороб, нещасть, бідності та безпліддя.